# 蔣勝男
蔣勝男（1973年11月18日—），浙江溫州人，中国女作家、二級編劇，并且担任浙江省網絡作家協會副主席、第十四屆全國政協委員，喜讀史書，作品多與歷史有關，以北宋太后劉娥、西夏沒藏太后、戰國秦宣太后為主角，發表許多小說，被定位為“女性大歷史”寫作者。

## 生平
1973年，出生於溫州市
2001年，當選溫州市鹿城區作協副主席
2003年，創立晉江原創網
2015年至2016年，劇本《羋月傳》发生版權爭議
2018年，蒋胜男当选第十三届全国人民代表大会代表，代表浙江省，成为该届人大代表中唯一的网络作家。
2023年，蒋胜男作為全國政協委員，建議加強監管企事業充分落實8小時工作制，不但對結婚率、生育率提升有促進作用，亦能對勞動者身心健康起到良好作為。

## 作品
- 《魔刀風雲》
- 《玉手乾坤》
- 《秦可卿之死》
- 《東方不敗回憶錄》
- 《血衣蝴蝶》
- 《妲己之死》
- 《狐仙》
- 《鷹王》
- 《紫星傳奇》
- 《鳳霸九天》（原名《大宋女主劉娥》）
- 《洛陽三姝》
- 《紫星傳奇之京城除奸》
- 《上官婉兒》
- 《花蕊夫人》
- 《西施入吳》
- 《孟麗君》
- 《紫星傳奇之龍潛於淵》
- 《鄭袖》
- 《古董雜貨店》
- 《紫宸》
- 《鐵血胭脂》
- 《歷史是怎麼煉成的》
- 《太太時代》
- 《羋月傳》
- 《一代大儒孫詒讓》（署名文學策劃）
- 《歷史的模樣》
- 《辛亥革命》（署名導演助理）
- 《未央長歌》
- 《鶴紋傳奇》
- 《胭脂》
- 《薛丁山三請梨花》
- 《權力巔峰的女人》
- 《燕雲台》
- 《女人天下》
- 《天圣令》

## 獎項
- 2005年，戲曲劇本《妲己》獲第四屆中國戲劇文學獎大型劇本銅獎
- 《一代大儒孫詒讓》（署名文學策劃）獲2011年浙江省電視鳳凰獎最佳故事片獎
- 2016年，《羋月傳》獲年度最具商業價值作品獎[7]

## 延伸閱讀
- 章献明肃皇后
- 没藏皇后 (李元昊)
- 宣太后
- 芈月传

## 外部連結
- 蔣勝男的新浪微博